# Tripleurospermum maritimum
Tripleurospermum maritimum là một loài thực vật có hoa trong họ Cúc. Loài này được (L.) K.Koch miêu tả khoa học đầu tiên năm 1961.